# Поверхностные акустические волны
Пове́рхностные акусти́ческие во́лны (ПАВ) — упругие волны, распространяющиеся вдоль поверхности твёрдого тела или вдоль границы с другими средами. ПАВ подразделяются на два типа: с вертикальной поляризацией и с горизонтальной поляризацией (волны Лява).
К наиболее часто встречающимся частным случаям поверхностных волн можно отнести следующие:
- Волны Рэлея (или рэлеевские), в классическом понимании распространяющиеся вдоль границы упругого полупространства с вакуумом или достаточно разреженной газовой средой.
- Затухающие волны рэлеевского типа на границе твердого тела с жидкостью.
- Незатухающая волна с вертикальной поляризацией, бегущая по границе жидкости и твердого тела
- Волна Стоунли, распространяющаяся вдоль плоской границы двух твердых сред, модули упругости и плотности которых не сильно различаются.
- Волны Лява — поверхностные волны с горизонтальной поляризацией (SH типа), которые могут распространяться в структуре «упругий слой на упругом полупространстве».

## Волны Рэлея
Волны Рэлея, теоретически открытые Рэлеем в 1885 году, могут существовать в твердом теле вблизи его свободной поверхности, граничащей с вакуумом. Фазовая скорость таких волн направлена параллельно поверхности, а колеблющиеся вблизи неё частицы среды имеют как поперечную, перпендикулярную поверхности, так и продольную составляющие вектора смещения. Эти частицы описывают при своих колебаниях эллиптические траектории в плоскости, перпендикулярной поверхности и проходящей через направление фазовой скорости. Указанная плоскость называется сагиттальной. Амплитуды продольных и поперечных колебаний уменьшаются по мере удаления от поверхности вглубь среды по экспоненциальным законам с различными коэффициентами затухания. Это приводит к тому, что эллипс деформируется и поляризация вдали от поверхности может стать линейной. Проникновение волны Рэлея в глубину звукопровода составляет величину порядка длины поверхностной волны. Если волна Рэлея возбуждена в пьезоэлектрике, то как внутри него, так и над его поверхностью в вакууме будет существовать медленная волна электрического поля, вызванная прямым пьезоэффектом.
Применяются в сенсорных дисплеях с поверхностными акустическими волнами.

## Затухающие волны рэлеевского типа
Затухающие волны рэлеевского типа на границе твердого тела с жидкостью.

## Незатухающая волна с вертикальной поляризацией
Незатухающая волна с вертикальной поляризацией, бегущая по границе жидкости и твердого тела со скоростью звука в данной среде.

## Волна Стоунли
Волна Стоунли, распространяющаяся вдоль плоской границы двух твердых сред, модули упругости и плотности которых не сильно различаются.

## Волны Лява
Волны Лява — поверхностные волны с горизонтальной поляризацией (SH типа), которые могут распространяться в структуре упругий слой на упругом полупространстве.

## Поверхностные акустические волны в пьезоэлектриках
Поверхностные акустические волны в пьезоэлектриках (линейная среда) полностью характеризуются уравнениями для смещений Ui и потенциала φ:
{\displaystyle T_{ij}=C_{ijkl}S_{kl}-e_{kij}E_{k},}
{\displaystyle D_{i}=\varepsilon _{ij}E_{j}+e_{ijk}S_{jk},}
{\displaystyle S_{kl}={\frac {1}{2}}\left({\frac {\partial U_{k}}{\partial x_{l}}}+{\frac {\partial U_{l}}{\partial x_{k}}}\right),}
{\displaystyle E_{i}=-{\frac {\partial \phi }{\partial x_{i}}},}
{\displaystyle \rho {\frac {\partial ^{2}U_{i}}{\partial t^{2}}}={\frac {\partial T_{ik}}{\partial x_{k}}},}
где T, S — тензоры напряжений и деформаций; E, D — векторы напряженности и индукции электрического поля; C, e, ε — тензоры
модулей упругости, пьезомодулей и диэлектрической проницаемости соответственно; ρ — плотность среды.